# 댄 카터
대니얼 윌리엄 카터(영어: Daniel William Carter ONZM, 1982년 3월 5일~)는 뉴질랜드의 전직 럭비 유니언 선수로 현역 시절 포지션은 플라잉하프이다. 럭비 역사상 가장 뛰어난 플라잉하프로 평가받으며 국제 대회에 뉴질랜드 럭비 유니언 국가대표팀 소속으로 활동했다. 그는 112번의 테스트 매치에 출전하여 1598 득점을 기록하여 국제 럭비 테스트 매치 최다 득점 선수이자 뉴질랜드 대표팀 최다 득점 선수가 되었다. 그는 2011년과 2015년 럭비 월드컵에서 우승을 차지했으며 월드 럭비 올해의 선수상을 3회 수상하여 리치 매코와 공동 최다 수상 기록을 세웠다.